# 2371 Dimitrov
2371 Dimitrov este un asteroid din centura principală, descoperit pe 2 noiembrie 1975 de Tamara Smirnova.